# Sursassit
Sursassit là một khoáng vật silicat đảo kép, có công thức hóa học là Mn2+2Al3(SiO4)(Si2O7)(OH)3. Nó được phát hiện năm 1926 ở Sursass (Oberhalbstein), Thụy Sĩ, và thường có mặt trong các tích tụ mangan bị biến chất.